# Donde quiero estar
Donde quiero estar, (estilizado en mayúsculas) es el primer álbum de estudio del cantante y rapero español Quevedo. Fue lanzado el 20 de enero de 2023 a través de la discográfica Taste the Floor Recordings.
Tras la colaboración con el productor argentino Bizarrap en «Quevedo: BZRP Music Sessions, Vol. 52» y encabezar las listas de PROMUSICAE y Billboard Global 200, el cantante continuó lanzando los sencillos «Sin señal» junto a Ovy On the Drums, «Vista al mar» y «Punto G», que sirvieron como anticipo del disco y consiguieron mantener el éxito, especialmente los dos últimos, pues ambos llegaron al segundo puesto del Top 100 de España.
Varias canciones incluidas en el álbum, como «Sin señal», «Punto G», «Playa del Inglés» o «Vista al mar», se convirtieron en un éxito a nivel nacional: todas llegaron al top 10 de la lista Top 100 Canciones emitidas por PROMUSICAE. «Playa del Inglés» consiguió el pico por una semana. Además, otros temas como «Wanda», «Yankee» y «Ahora qué» también consiguieron el top 10 en España, siendo el álbum con más canciones en los diez primeros puestos sólo por detrás de Un verano sin ti (2022) del cantante puertorriqueño Bad Bunny.
El 11 de enero de 2023, el cantante publicó en sus redes sociales el anuncio del lanzamiento de su disco junto con la portada y la fecha de salida: el 20 de enero de ese mismo año. El disco contiene la colaboración de los artistas Cruz Cafuné, Myke Towers, Omar Montes, Ovy On the Drums y JC Reyes.
Internacionalmente el disco consiguió una gran popularidad en el mercado hispano en general. Sobre todo en Argentina, Venezuela o México en dónde Donde quiero estar consiguió el número uno en las listas de escuchas semanales de álbumes en la plataforma Spotify. Además de alzarse al top 10 en todo el mercado hispanoamericano. «Vista al mar» se coló entre los veinte primeros de la lista Hot 100 de Argentina y el séptimo puesto en Chile, «Punto G» se convirtió en el primer sencillo en solitario del cantante en alcanzar el top 10 de la lista argentina llegando al puesto 9, mientras que «Playa del inglés» se convirtió en el primer número uno del disco en España y obtuvo la posición 28 en Argentina.
A nivel europeo el disco consiguió el primer puesto en España además de aparecer en las listas de Italia y Suiza, convirtiendo al disco en el álbum canario mejor recibido desde que se tienen registros. El disco fue certificado como doble platino por PROMUSICAE por unidades equivalentes a 80.000 copias vendidas a nivel territorial.

## Concepto

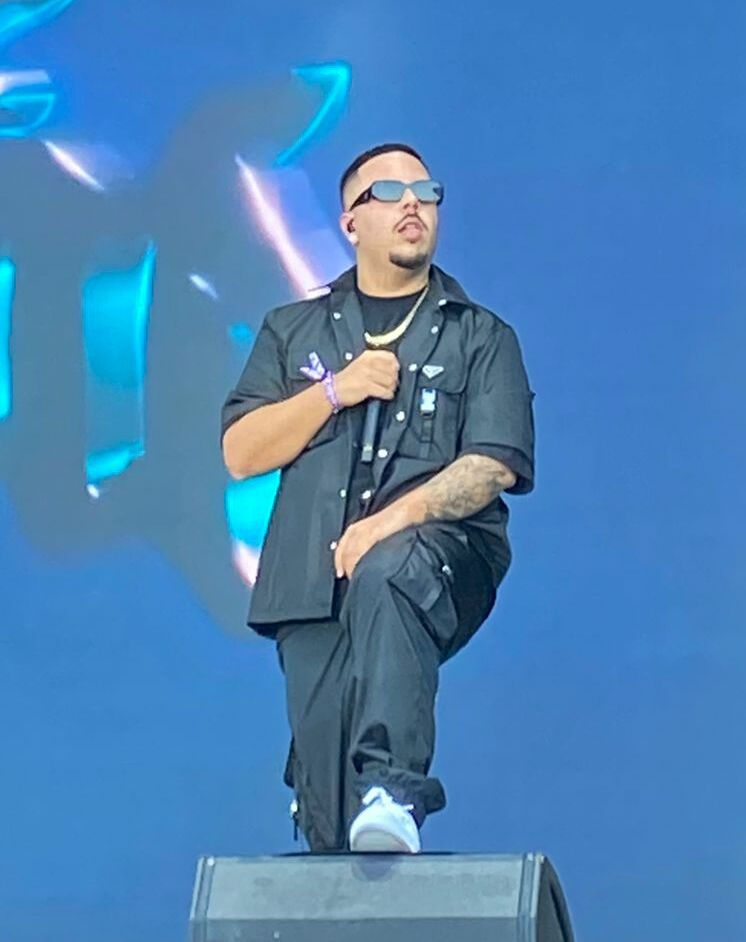
El también rapero canario Cruz Cafuné aparece en la introducción del disco mostrando el concepto del álbum a través de un discurso.

En el disco el cantante muestra repetidamente rasgos relacionados con el canarismo y la identidad canaria haciendo referencia a las islas y lo autóctono a lo largo de sus canciones, que se relacionan con el concepto que el propio cantante le quiso dar al proyecto, ligando el «Donde quiero estar» con respecto a lo que quiere llegar mientras se usa como una afirmación de su posición geográficamente.
En canciones como «Playa del Inglés», que cuenta con la colaboración de Myke Towers, encontramos una de las muchas referencias geográficas que hace el cantante a lo largo del disco, en este caso el título de la canción se debe a una playa ubicada al sur de la isla de Gran Canaria.

«Lo que trato de mostrar con este disco es la manera en la que busco y encuentro dónde quiero estar: en mi isla, con los míos, los que están ahora y han estado siempre. Es mi casa, donde me siento yo y donde no me falta nada; Donde quiero estar pretende ser un disco para todos y para siempre»
Quevedo

En «Intro: Speech Cruzzi», que sirve como introducción al disco, aparece el fondo de «Ahora qué». El artista también canario Cruz Cafuné habla sobre las ambiciones y los sueños de los artistas del archipiélago por ser más reconocidos. Al final también habla de un artista canario sacando el disco del año. Tras el fin del discurso comienza «Ahora qué», donde aparecen las estrofas «la isla se robó el show» y más tarde «Pegado en la isla, pegado en España, pegado en el mundo entero». Ambas hacen referencia tanto a la isla en la que se crio, Gran Canaria, como al éxito alcanzado por Quevedo en España y otros países.

Soñé que todos los que iban en la guagua conmigo que llevaban cascos puestos estaban escuchando a un artista canario…
Cruz Cafuné en «Intro Speech - Cruzzi»

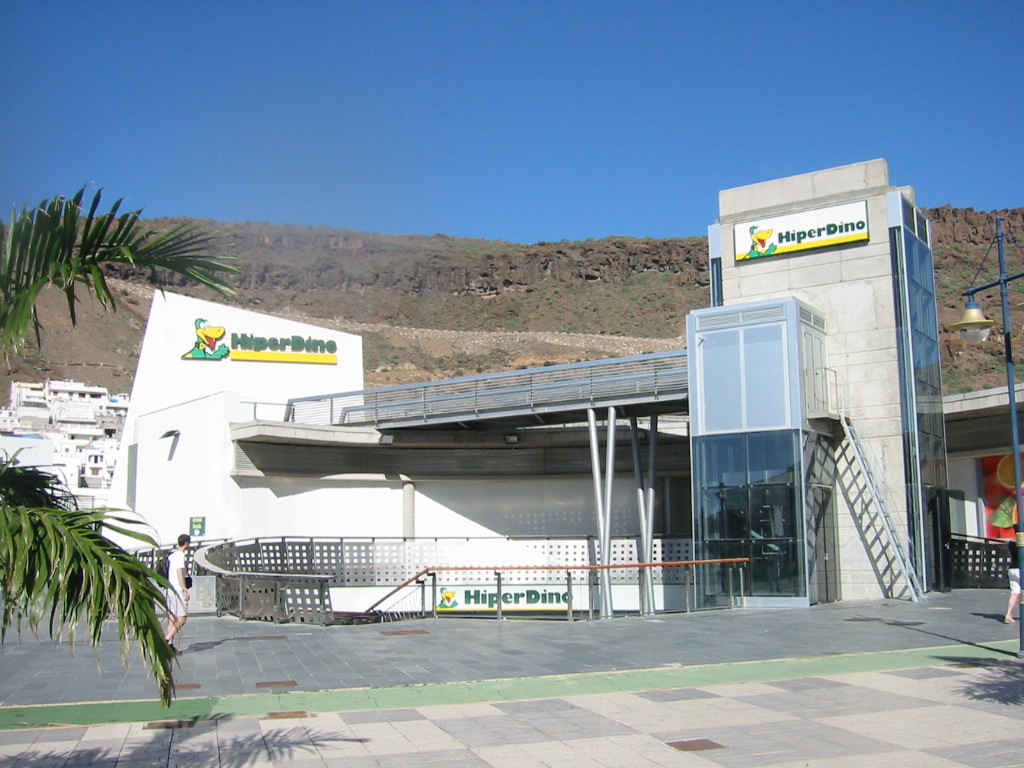
La cadena de supermercados canaria HiperDino es un elemento muy mencionado en sus canciones, entre otras.

Previo al lanzamiento del álbum Quevedo comentó el por qué del título del disco, añadiendo en un principio que el título iba a ser una interrogación. Sin embargo, tras una reflexión decidió convertirlo en una afirmación, dejando claro que Donde quiero estar está relacionado con la felicidad del artista por vivir en su comunidad autónoma, las Islas Canarias. 
Entre otras referencias el artista canario hace referencias a supermercados autóctonos como HiperDino, o menciona lugares muy conocidos como la Playa del Inglés de Maspalomas, la cual da título a la canción más exitosa del álbum.
En el disco el rapero repite la frase "LPGC you know", en castellano y sin abreviar: «Las Palmas de Gran Canaria, ya sabes».

## Sencillos y recepción
El cantante comenzó a lanzar sencillos, para el álbum el 22 de julio de 2022 cuando publicó «Sin señal». Tras su publicación consiguió tener impacto, debutando en la décima posición del Top 100 de PROMUSICAE. En las siguientes semanas la canción conseguiría aún más popularidad convirtiéndose en un éxito, alcanzando la cuarta posición en su quinta semana junto a su primera certificación de platino, convirtiéndose en uno de los pocos artistas en certificar tan rápido un platino. Finalmente la canción recibió lacertificación de triple platino en España por equivalencias a 180.000 copias.
Su siguiente sencillo lanzado fue «Vista al mar», un sencillo en solitario el cual fue publicado el 9 de septiembre de 2022. 
La gran expectativa de la canción la hizo debutar en el tercer puesto del Top 100 de las listas PROMUSICAE tras siete días desde su lanzamiento. En gran medida gracias al streaming de plataformas como Spotify en la cual la canción consiguió acumular 
4.879.831 reproducciones, quedándose por detrás de su propia sesión «Quevedo: BZRP Music Sessions, Vol. 52» con el productor argentino Bizarrap. Bloqueándose a él mismo del pico de la lista de streaming en España. Según las semanas iban pasando al canción continuó recibiendo éxito hasta convertirse en recurrente y alcanzar una máxima posición del segundo lugar en la lista del Top 100. Otra vez bloqueada por su propia sesión con el productor argentino. PROMUSICAE certificó a «Vista al mar» con tres discos de platino por escuchas equivalentes a 180.000 unidades.
Internacionalmente, «Vista al mar» consiguió un mejor recibimiento que su anterior sencillo. Consiguiendo el top 20 en argentina tras alcanzar el decimocuarto puesto en la lista Billboard Argentina Hot 100. En Chile el sencillo le valió a Quevedo como su primer éxito en solitario y el primero del álbum alcanzando el top 10 y un pico en la séptima posición.
«Punto G» es el tercer sencillo del disco publicado el 4 de noviembre de 2022. Tras los previos lanzamientos de «Sin señal» y «Vista al mar» y su éxito, la expectativa de la canción se vio reflejada tras el debut de la canción en el segundo puesto del Top 200 de streaming de España, otra vez bloqueado por una colaboración suya junto a Mora «APA». Con 751.159 reproducciones en veinticuatro horas, Quevedo se convirtió en el mayor debut con streams de un español en solitario y por ende un canario. Esto más tarde sería repetido tras debutar en las listas generales del mismo país consiguiendo como mejor posición el segundo escaño.
Internacionalmente, «Punto G» se convirtió en la canción con mayor repercusión del disco a nivel internacional, consiguiendo el top 10 en países como Argentina, en donde consiguió la sexta posición en el Billboard Argentina Hot 100. Además de conseguir la 66.ª posición en la lista global de éxitos de Billboard. Tras el lanzamiento del álbum, «Punt G» consiguió ascender al puesto 19 de las listas diarias de streaming en la plataforma Spotify, convirtiéndose en la mejor posición en solitario del cantante canario.
«Playa del Inglés» es el cuarto sencillo lanzado del disco, cuenta con la colaboración de Myke Towers. Tras su lanzamiento este se convirtió en otro éxito para los cantantes en España, en donde consiguieron el primer puesto de la lista PROMUSICAE. El primero para el disco de Quevedo.

### Repercusión del lanzamiento del álbum
Tras la salida del disco, todas las canciones del disco entraron en el conteo de las listas de PROMUSICAE. De las cuales seis canciones hicieron presencia en el top 10 de la lista. «Ahora Qué» fue la canción con mejor recepción esa semana debutando en el tercer puesto por detrás de «Flowers» de Miley Cyrus y la sesión de Bizarrap con Shakira. El alto posicionamiento de las canciones otorgó a Quevedo tres top 10 extras en la lista, los cuales fueron «Ahora Qué», «Wanda» y «Yankee».

## Listado de canciones
| N.º | Título                                    | Duración |  |
| 1.  | «Intro - Speech Cruzzi» (con Cruz Cafuné) | 1:00     |  |
| 2.  | «Ahora Qué»                               | 2:51     |  |
| 3.  | «Yankee»                                  | 3:14     |  |
| 4.  | «Vista al mar»                            | 3:00     |  |
| 5.  | «Playa del inglés» (con Myke Towers)      | 3:57     |  |
| 6.  | «Sin señal» (con Ovy on the Drums)        | 3:05     |  |
| 7.  | «Dame» (con Omar Montes)                  | 3:51     |  |
| 8.  | «Cuéntale»                                | 3:18     |  |
| 9.  | «Luces Azules»                            | 2:40     |  |
| 10. | «Punto G»                                 | 2:31     |  |
| 11. | «Muñeca» (con JC Reyes)                   | 3:30     |  |
| 12. | «Wanda»                                   | 2:40     |  |
| 13. | «Me Falta Algo»                           | 3:12     |  |
| 14. | «Lisboa»                                  | 2:31     |  |
| 15. | «Éramos Dos»                              | 2:54     |  |
| 16. | «Donde Quiero Estar»                      | 3:20     |  |

## Posicionamiento en listas

### Combinadas
| País   | Lista                      | MP     | Ref.   |
| Europa | Europa                     | Europa | Europa |
| ------ | -------------------------- | ------ | ------ |
| España | Promusicae Top 100 Álbumes | 1      | [ 31 ] |
| Italia | FIMI                       | 42     | [ 32 ] |
| Suiza  | Schweizer Hitparade        | 35     | [ 33 ] |

### Streaming
| País                 | Lista                     | MP    | Ref.   |
| Mundo                | Mundo                     | Mundo | Mundo  |
| -------------------- | ------------------------- | ----- | ------ |
| Mundial              | Top 200 Álbumes Semanales | 4     | [ 34 ] |
| América              |                           |       | [ 34 ] |
| Argentina            | Top 200 Álbumes Semanales | 1     | [ 34 ] |
| Chile                | Top 200 Álbumes Semanales | 2     | [ 34 ] |
| Colombia             | Top 200 Álbumes Semanales | 5     | [ 34 ] |
| Ecuador              | Top 200 Álbumes Semanales | 3     | [ 34 ] |
| Estados Unidos       | Top 200 Álbumes Semanales | 151   | [ 34 ] |
| Guatemala            | Top 200 Álbumes Semanales | 3     | [ 34 ] |
| México               | Top 200 Álbumes Semanales | 4     | [ 34 ] |
| Panamá               | Top 200 Álbumes Semanales | 2     | [ 34 ] |
| Perú                 | Top 200 Álbumes Semanales | 3     | [ 34 ] |
| República Dominicana | Top 200 Álbumes Semanales | 6     | [ 34 ] |
| Venezuela            | Top 200 Álbumes Semanales | 1     | [ 34 ] |
| Europa               |                           |       | [ 34 ] |
| España               | Top 200 Álbumes Semanales | 1     | [ 34 ] |
| Italia               | Top 200 Álbumes Semanales | 52    | [ 34 ] |
| Suiza                | Top 200 Álbumes Semanales | 30    | [ 34 ] |